# Нормативна логіка
Нормати́вна ло́гіка - логічна теорія виведення, засновниками якого є норми або їх комбінації з певними фактичними твердженнями. Нормативна логіка - галузь модальної логіки.  Розглядається як теорія деонтичних модальностей.  
Створено декілька систем норматичної логіки, які використовують у правознавстві й етиці, для моделювання соціальних процесів.